# سیارک ۶۲۱۸
سیارک ۶۲۱۸ (به انگلیسی: 6218 Mizushima، نامگذاری:1977EG7) شش هزار و دویست و هجدهمین سیارک کشف شده‌است که در ۱۲ مارس ۱۹۷۷ کشف شد.
قدر مطلق سیارک برابر ۱۴٫۶۰ است.